# Могильное (Кировоградская область)
Моги́льное (укр. Могильне) — село в Завальевской поселковой общине Голованевского района Кировоградской области Украины.
До 2020 года входило в Гайворонский район
Население по переписи 2021 года составляло 1776 человека. Почтовый индекс — 26333. Телефонный код — 5254. Код КОАТУУ — 3521183601.
В селе родились Герои Советского Союза Фёдор Костюк и Дмитрий Осатюк. В селе Могильное провёл последние годы жизни фольклорист и этнограф Сергей Александрович Венгржиновский.